# Yosvani Pérez
Yosvani Pérez (30 de septiembre de 1973) es un deportista cubano que compitió en taekwondo. Ganó tres medallas en los Juegos Panamericanos entre los años 1995 y 2003, y una medalla en el Campeonato Panamericano de Taekwondo de 2002.

## Palmarés internacional
| Juegos Panamericanos    | Juegos Panamericanos            | Juegos Panamericanos | Juegos Panamericanos |
| Año                     | Lugar                           | Medalla              | Categoría            |
| ----------------------- | ------------------------------- | -------------------- | -------------------- |
| 1995                    | Mar del Plata (Argentina)       | Medalla de plata     | –58 kg               |
| 1999                    | Winnipeg (Canadá)               | Medalla de bronce    | –68 kg               |
| 2003                    | Santo Domingo (Rep. Dominicana) | Medalla de plata     | –68 kg               |
| Campeonato Panamericano |                                 |                      |                      |
| Año                     | Lugar                           | Medalla              | Categoría            |
| 2002                    | Quito (Ecuador)                 | Medalla de bronce    | –72 kg               |